# 6 Pułk Piechoty Liniowej

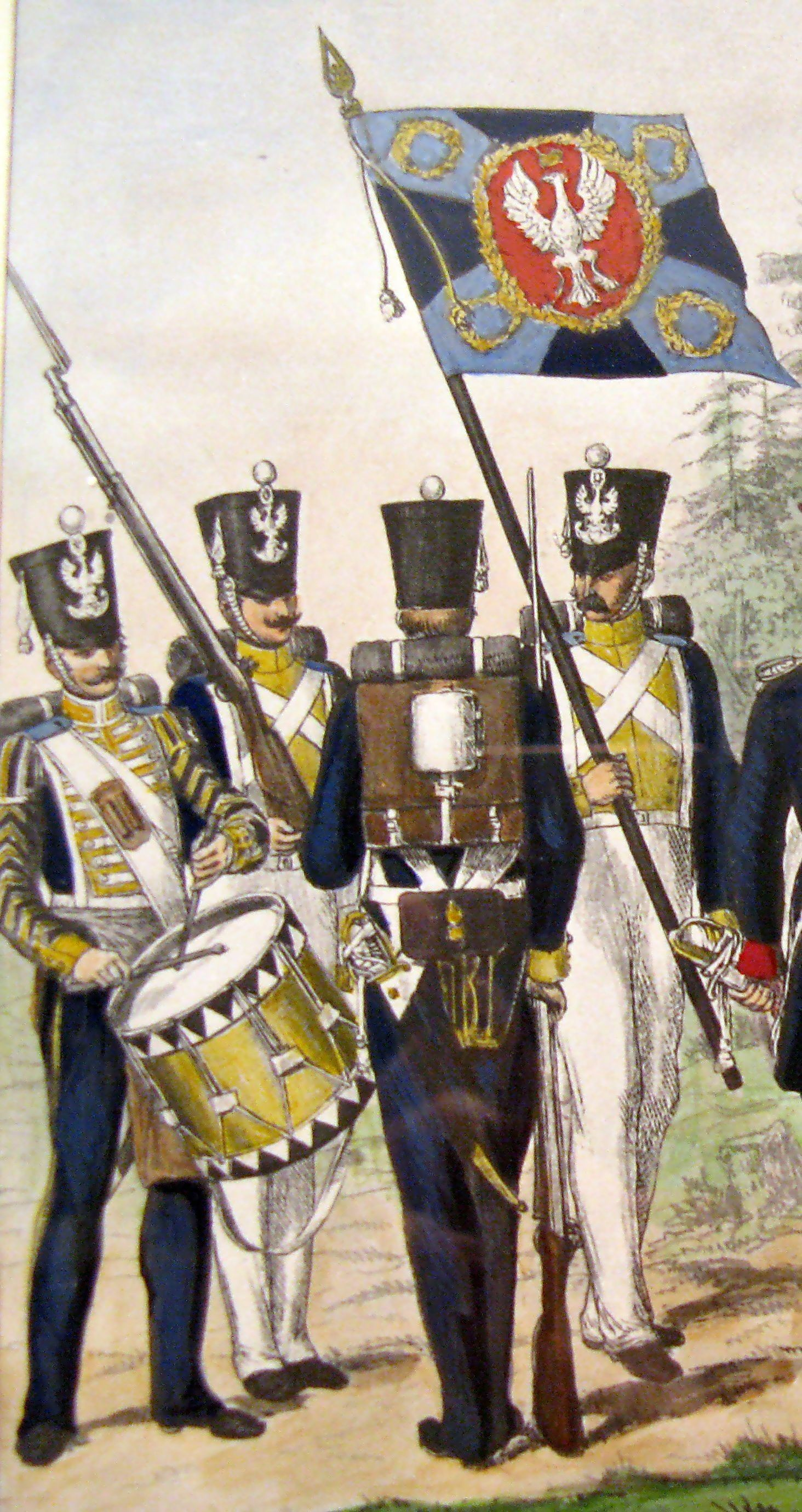
Żołnierze 5., 6. i 7 pułku piechoty w latach 1826-1830.

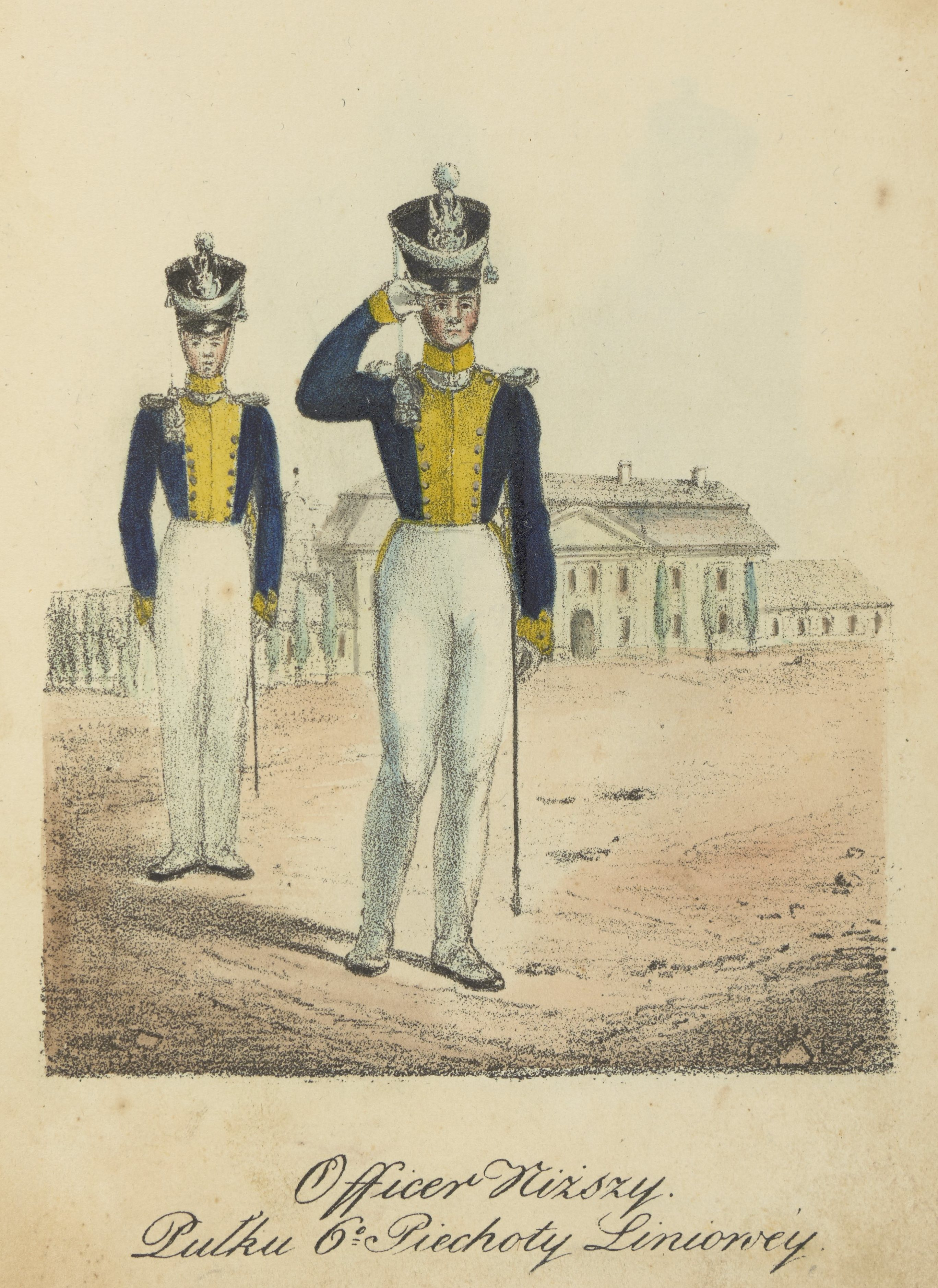
Oficer 6 Pułku Piechoty Liniowej na litografii Józefa Lexa (1826)

Pułk 6 Piechoty Liniowej – oddział piechoty Wojska Polskiego Królestwa Kongresowego.

## Formowanie i zmiany organizacyjne
Pułk został sformowany w 1815 roku. Pułk w okresie pokojowym składał się ze sztabu i dwóch batalionów po cztery kompanie, oraz związanych z batalionami dwoma kompaniami rezerwowymi. Stan kompanii wynosił 4-6 oficerów, 14-16 podoficerów i 184 szeregowych. Stan batalionu 830 żołnierzy. Stan pułku: 5 oficerów starszych, 54-55 oficerów młodszych, 160 podoficerów, 72 muzyków, 1664-1676 szeregowych oraz 5 oficerów i 71-82 podoficerów i szeregowych niefrontowych. W sumie w pułku służyło około 2050 żołnierzy. Pierwsze dwie kompanie pułku były kompaniami wyborczymi, czyli grenadierską i woltyżerską, pozostałe centralnymi zwane fizylierskimi, czyli strzeleckimi.
W czasie wojny przewidywano rozwinięcie pułku do czterech batalionów po 8 kompanii każdy. W każdym batalionie etatu wojennego tworzono na bazie jednej z nowo powstałych kompanii kompanię woltyżerską.
Wchodził w skład 2 Brygady 1 Dywizji Piechoty. Po wybuchu powstania listopadowego zreorganizowano piechotę. Pułk wszedł w skład zreorganizowanej 1 Dywizji Piechoty. 26 kwietnia 1831 przeprowadzono kolejną reorganizacje piechoty armii głównej dzieląc ją na pięć dywizji. Pułk znalazł się w 2 Brygadzie 5 Dywizji Piechoty.

## Dyslokacja pułku
Pułk stacjonował na terenie ówczesnego województwa mazowieckiego:
- sztab - Rawa Mazowiecka
- 1 batalion - Rawa Mazowiecka
- 2 batalion - Jerzewo
- dwie kompanie wyborcze - Warszawa koszary Ordynackie w Warszawie[d]

## Żołnierze pułku
Pułkiem dowodzili
- płk Michał Kosiński (19 I 1815 - I 1817)
- ppłk armii rosyjskiej Hudrychiewicz (p.o. I - III 1817)
- ppłk Józef Obertyński (29 III 1817 - 6 II 1818)
- ppłk Antoni Pawłowski (6 II 1818 - 1829)
- ppłk Julian Górski (1829 - 25 II 1830)
- ppłk / płk Roman Wybranowski (25 II 1830 - 1831)

Oficerowie pułku:
- por. Walerian Karliński
- por. Dominik Szamowski[9]
- ppor./por. Wiktor Tylski
- ppor. Alojzy Feliks Szamowski

## Walki pułku
Pułk brał udział w walkach w czasie powstania listopadowego.
Bitwy i potyczki:
- Warszawa (29 listopada 1830)
- Stoczek (14 lutego 1831)
- Grochów (19 i 20 lutego)
- Nieporęt (23 lutego)
- Białołęka (24 i 25 lutego)
- Wawer (31 marca)
- Boreml (16 i 18 kwietnia)
- Nur (22 maja)
- Ostrołęka (25 i 26 maja)
- Karczew (23 sierpnia)
- Rachów (16 września).

W 1831 roku, w czasie wojny z Rosją, żołnierze pułku otrzymali 1 krzyż kawalerski, 24 złote i 57 srebrnych krzyży Orderu Virtuti Militari.

## Uzbrojenie i umundurowanie
Uzbrojenie podstawowe piechurów stanowiły karabiny skałkowe. Pierwotnie było to karabiny francuskie wz. 1777 (kaliber 17,5 mm), później zastąpione rosyjskimi z fabryk tulskich wz. 1811 (kaliber 17,78 mm). Poza karabinami piechurzy posiadali bagnety, a podoficerowie i grenadierzy także tasaki (pałasze piechoty). Wyposażenie uzupełniała łopatka saperska, ładownica na 40 naboi oraz pochwa na bagnet.
Umundurowanie piechura składało się z granatowej kurtki i spodni - zimą sukiennych granatowych, latem płóciennych białych. Żołnierze pułku mieli naramienniki koloru granatowego z żółtą wypustką oraz żółte wyłogi i kołnierz oraz białe pasy (jak cała piechota linowa). Numer dywizji (1) żółty.Używano wysokich czapek o okrągłych denkach (tzw. kaszkiety) z białymi sznurami (kordonami) oraz pomponami (w kompaniach fizylierskich) lub kitami (w kompaniach grenadierskich). Po reformie w roku 1826 wprowadzono pantalony zapinane na guziki oraz nowe, wyższe kaszkiety bez kordonów. Na kaszkiecie znajdowała się blacha z orłem i numerem pułku. W razie niepogody noszono szare, sukienne płaszcze, długie do kostek, z żółtymi kołnierzami i granatowymi naramiennikami, zaś na kaszkiet, po zdjęciu kordonów i pomponu (kity) zakładano ceratowy pokrowiec. Utworzone w grudniu 1830 roku 3. i 4. batalion pułku nie miał kaszkietów, lecz okrągłe furażerki bez daszka, ze zmniejszonym denkiem w celu łatwiejszego odróżniania ich od rosyjskich.

## Chorągiew
Na tle granatowego krzyża kawalerskiego w czerwonym polu, w otoku z wieńca laurowego umieszczony był biały orzeł ze szponami dziobem i koroną złoconą.
Pola między ramionami krzyża – białe z czerwonym, a w rogach płata królewskie inicjały: A I, później M I z koroną, otoczone wieńcami laurowymi.